# Rainer Boldt
Rainer Boldt (* 21. November 1946 in Rendsburg, Schleswig-Holstein; † 12. Juli 2017 in Borgsdorf bei Berlin) war ein deutscher Regisseur und Drehbuchautor.

## Leben und Werk
Boldt wuchs in Hohenlockstedt (Schleswig-Holstein) auf. Seine ersten Filme drehte er als Schüler. An der Kaiser-Karl-Schule in Itzehoe gründete er eine Film-AG und nahm an nationalen und internationalen Schülerfilm-Wettbewerben teil. Nach dem Abitur 1966 drehte er weiter Filme, jetzt im 16-mm-Format, darunter auch einige medizinische Operations- und Lehrfilme im Auftrag des damaligen Itzehoer Krankenhauses am Langen Peter.
1968 wurde er als Student an der neu gegründeten Deutschen Film- und Fernsehakademie Berlin angenommen.
Während seines Studiums drehte er zwei hervorzuhebende Filme: „Kunstpreis 69“ (1969) über die tumultartige Preisverleihung des Berliner Kunstpreises – Jubiläumsstiftung 1968/69 sowie „Ach Viola“ (1971).
Nach dem Studium folgten zahlreiche TV-Spielfilmproduktionen, unter anderem „Zwei Tage fürs Leben“ (NDR 1973), „Die 7-Tage-Woche des Drahtwebers Rolf Piechotta“ (NDR 1973), „Die Wahl“ (ZDF 1976), als Co-Autor die Tatort-Folge „Mordgedanken“ (NDR 1975), „Im Zeichen des Kreuzes“ (WDF 1983) und „Das Rätsel der Sandbank“ (ARD 1984/85).
Sein Film „Im Zeichen des Kreuzes“ über einen Unfall bei einem Nukleartransport erregte bundesweit Aufsehen, wurde aus dem ARD-Programm genommen und in den dritten Programmen (außer Bayern) mit anschließender Diskussion gezeigt.
Bekannt wurde Rainer Boldt als Regisseur und (Co-)Drehbuchautor der TV-Serien „Neues aus Uhlenbusch“ (ZDF 1977–1982) und „Nicht von schlechten Eltern“ (ARD 1992–1996). Für letztere erhielt er, als Erfinder und Regisseur der Serie, den Telestar sowie den Film- und Medienpreis Bambi.

## Filmografie
- 1967: I had a date with a pretty ballerina (Kamera)
- 1968: Bußundbettag (Regie, Produzent)
- 1968: Die Zeit hat zugebissen (Regie, Drehbuch, Kamera)
- 1968: Walzer 3 (Kamera, Produzent)
- 1968: Das Antlitz des Mörders (Regie, Produzent)
- 1969: Vor Indien (Regie)
- 1969: Unser Auftrag (Regie, Drehbuch, Kamera)
- 1969: Kunstpreis 69 (Regie, Drehbuch, Kamera, Produzent)
- 1970: Schülerfilm III (Regie)
- 1970: The Master Copy (Regie, Kamera)
- 1971/1972: Ach, Viola (Regie, Kamera)
- 1972/1973: Alles Liebe (Kamera)
- 1973: Die 7-Tage-Woche des Drahtwebers Rolf Piechotta (Regie)
- 1973: Zwei Tage fürs Leben (Regie)
- 1975: Tatort: Mordgedanken (Drehbuch)
- 1975/1976: Die Wahl (Regie)
- 1976: Fehlschuß (Regie)
- 1976/1977: Menschenfresser (Regie)
- 1977–1982: Neues aus Uhlenbusch (Regie, Drehbuch)
- 1978: Esch oder die Anarchie (Regie, Drehbuch)
- 1979: Feuerzeichen (Regie)
- 1980: Ich hatte einen Traum (Regie, Drehbuch)
- 1980/1981: Elisabeths Kind (Regie)
- 1982/1983: Im Zeichen des Kreuzes (Regie, Drehbuch)
- 1984/1985: Das Rätsel der Sandbank (Regie)
- 1988/1989: Der Geschichtenerzähler (Regie, Drehbuch)
- 1990: Liebesgeschichten (Regie)
- 1992–1996: Nicht von schlechten Eltern (Regie, Drehbuch)
- 2000: Utta Danella – Der schwarze Spiegel